# Agrostis ovata
Agrostis ovata é uma espécie de gramínea do gênero Agrostis, pertencente à família Poaceae.